# Biederitzer Kantorei
Die Biederitzer Kantorei ist ein gemischter Chor aus Biederitz im Landkreis Jerichower Land in Sachsen-Anhalt. Mit circa achtzig Mitgliedern vereint sie den Chor der Biederitzer Kantorei, den Kammerchor der Biederitzer Kantorei und den Kinderchor der Biederitzer Kantorei.

## Geschichte

### Biederitzer Chorgeschichte
Die Biederitzer Chorgeschichte geht auf das Jahr 1812 zurück. Der Pastor und Schulinspektor Carl Leberecht Meßow gründete 1812 in Biederitz einen sogenannten Sängerchor. Es ist unbekannt, wie lange dieser Chor in seiner damaligen Rechtsform bestanden hat und welche Nachfolgechöre sich gebildet haben. Man kann davon ausgehen, dass in Biederitz immer gesungen wurde, sowohl im kirchlichen Raum als auch in anderen gesellschaftlichen Formationen.
Die Biederitzer Kantorei wurde 1989 von Kantor Michael Scholl gegründet, der seitdem auch der Chorleiter ist. Vor allem die Aufbruchsstimmung und Euphorie der politischen Wende ließen in ihm die Idee aufkeimen, in Biederitz eine Kantorei zu etablieren, die sich anspruchsvoller Chormusik widmet und damit das kulturelle Leben in der Region um Magdeburg bereichert. Das erste Konzert fand am 1. Advent 1989 statt. Ein Jahr später wurde mit Franz Schuberts Messe in G-Dur erstmals ein größeres Chorwerk in Biederitz aufgeführt.

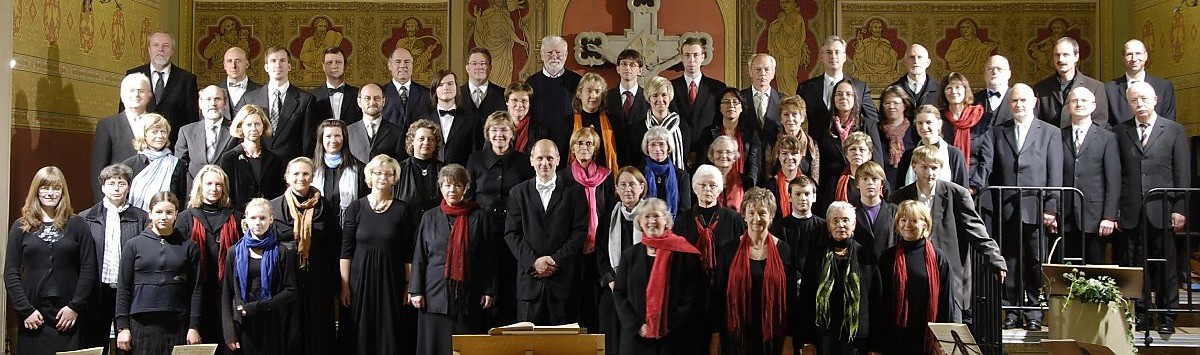
Die Biederitzer Kantorei (Magdeburg, 2009)

### Chor der Biederitzer Kantorei
Der Chor der Biederitzer Kantorei hat ungefähr 50 Mitglieder. Ein wichtiges Anliegen des Chores ist es, bisher selten oder gar nicht aufgeführte Werke einem breiten Publikum nahezubringen, wobei ein besonderer Schwerpunkt auf dem Schaffen Georg Philipp Telemanns liegt. Neben chorsinfonischen Werken des Barocks, der Klassik und der Romantik beispielsweise von Johann Sebastian Bach, Georg Friedrich Händel, Johann Friedrich Fasch, Franz Schubert, Felix Mendelssohn Bartholdy, Wolfgang Amadeus Mozart, Ludwig van Beethoven und César Franck widmet er sich auch der Aufführung moderner Werke unter anderem Leonard Bernsteins und Colin Mawbys. Der Chor der Biederitzer Kantorei geht einer intensiven Konzerttätigkeit im Jerichower Land und im Umland von Magdeburg nach. Er genießt regional und überregional einen sehr guten Ruf, wovon Presseresonanz und Rundfunkberichte zeugen.

### Kammerchor der Biederitzer Kantorei
Der Kammerchor der Biederitzer Kantorei wurde 1991 von Michael Scholl gegründet und hat ungefähr 20 Mitglieder. Im Mittelpunkt seiner Arbeit steht insbesondere das Opus Georg Philipp Telemanns. In Zusammenarbeit mit dem Magdeburger Zentrum für Telemann-Pflege und -Forschung werden Kantaten, Passionen und Oratorien, die zum Teil seit Telemanns Lebzeiten nicht mehr erklungen sind, wieder aufgeführt. Rundfunkaufnahmen und CD-Einspielungen spiegeln das Engagement des Chores für das häufig vergessene Werk des Magdeburger Komponisten wider. Traditionell führt der Kammerchor jährlich in Magdeburg, dem Geburtsort Telemanns, eine Passion aus dessen reichhaltigem Schaffen auf. Weiterhin widmet sich der Kammerchor der Aufführung moderner Chorliteratur, unter anderem von Benjamin Britten, Arvo Pärt, Morten Lauridsen, Petr Eben und Colin Mawby.

### Kinderchor der Biederitzer Kantorei
Der Kinderchor der Biederitzer Kantorei zählt ungefähr 10 Kinder. Er wurde von Michael Scholl ins Leben gerufen und ist wichtiger Bestandteil der Nachwuchsarbeit der Biederitzer Kantorei. Der Kinderchor ist seit 2005 vor allem mit der Aufführung von Kindermusicals zum Biederitzer Ehlefest und zum Advent in Erscheinung getreten, häufig in Zusammenarbeit mit dem Kinderchor der Sankt-Mechthild-Schule Magdeburg.

## Musikalische Ausrichtung
Die Chöre der Biederitzer Kantorei geben jährlich mindestens 25 Konzerte.

### Barockmusik

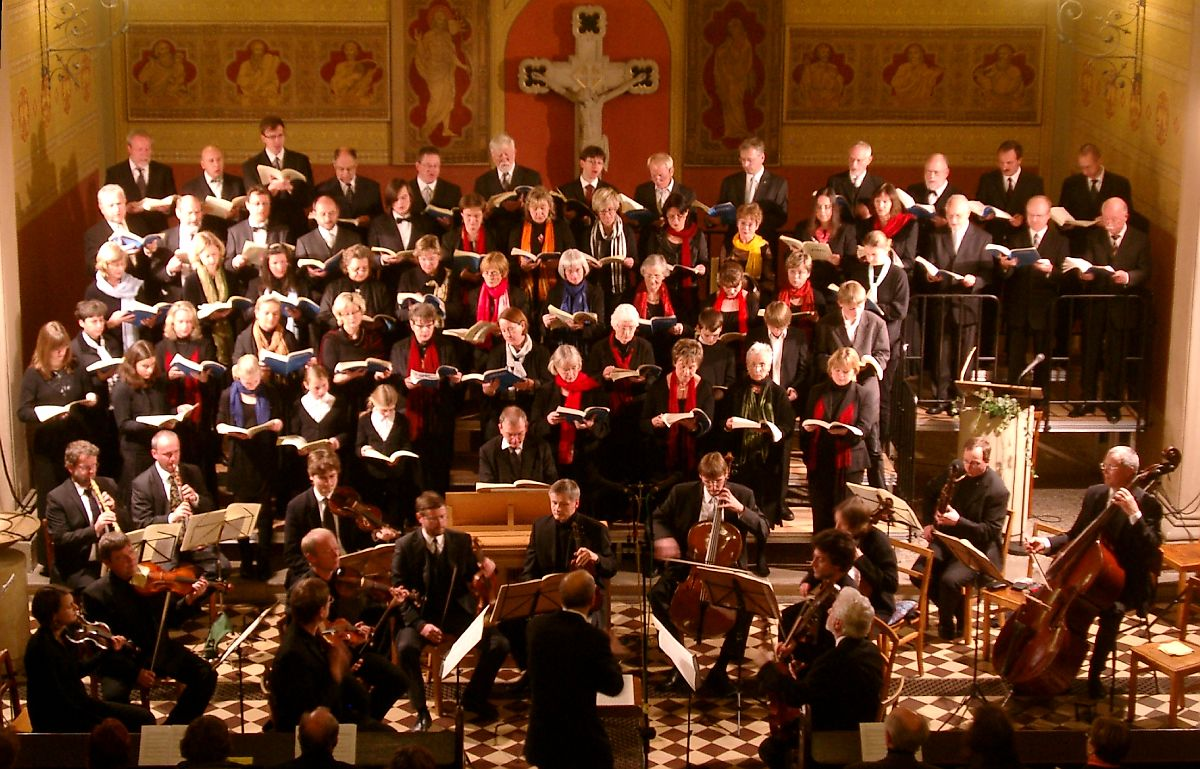
Die Biederitzer Kantorei und das Weimarer Barockensemble bei der Aufführung von Händels Messias (Pauluskirche Magdeburg, 2009)

Schwerpunkt ist hier das reichhaltige Schaffen Georg Philipp Telemanns. Von Erstaufführungen in unserer Zeit unter anderem mit kirchenmusikalischen Werken von Georg Philipp Telemann und Johann Friedrich Fasch entstanden Aufnahmen für den Rundfunk und CD-Produktionen. Seit 1999 sind mehrere CDs bei Bayer Records Amati erschienen, die zum größten Teil Weltersteinspielungen mit Werken Telemanns enthalten. Die CDs werden weltweit vertrieben und sind im Fachhandel erhältlich.

### Moderne Kompositionen

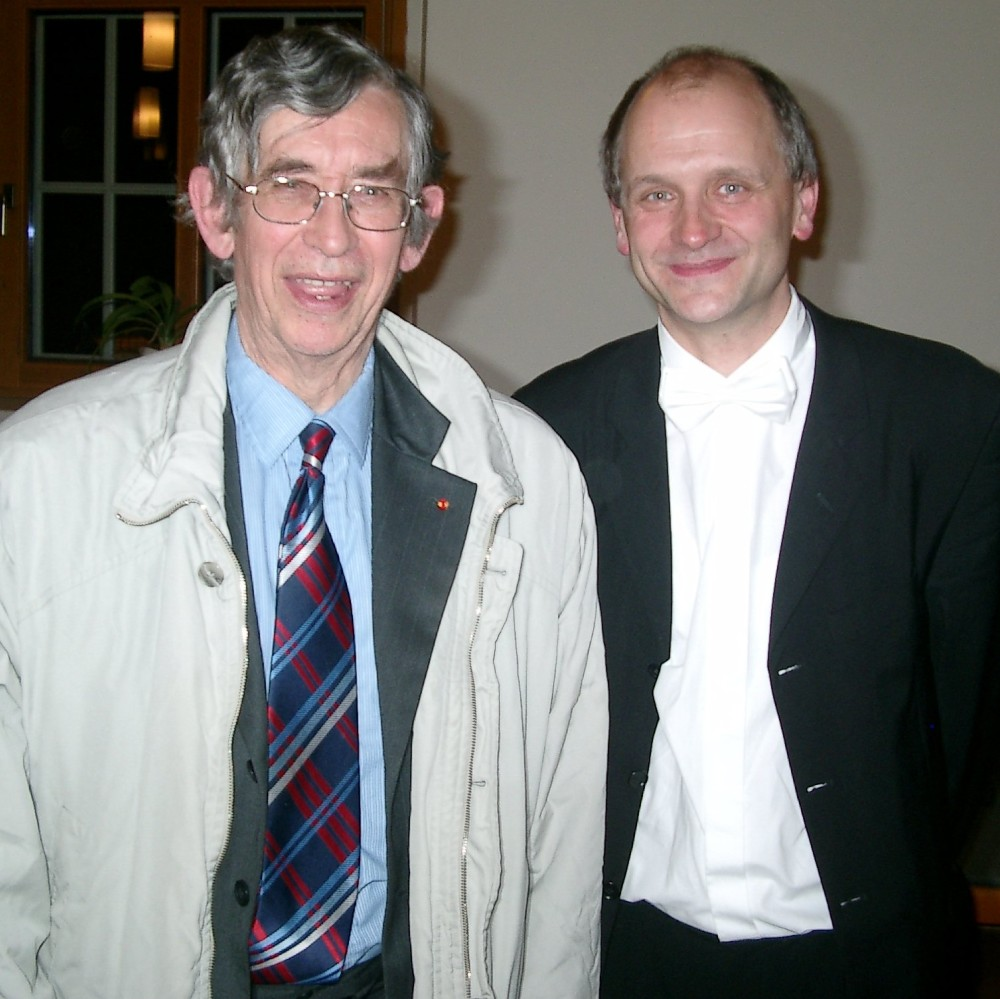
Sir Colin Mawby (links) zu Gast bei der Biederitzer Kantorei: Nach dem Konzert in Magdeburg mit Michael Scholl (2007)

#### Colin Mawby
Durch die Zusammenarbeit mit dem zeitgenössischen englischen Komponisten Colin Mawby sind sowohl der Chor als auch der Kammerchor der Biederitzer Kantorei durch vielbeachtete Erstaufführungen moderner Werke in Erscheinung getreten. Mit Mawby verbindet die Biederitzer Kantorei inzwischen eine Freundschaft. Anlässlich der deutschen Erstaufführung von Christus vincit und A Fun Gloria war er 2007 das erste Mal zu Gast bei der Biederitzer Kantorei. 2009 kam es in Magdeburg zur deutschen Erstaufführung weiterer Mawby-Kompositionen (Te Deum und A Song of Hope), ebenfalls in Anwesenheit des Komponisten. 2010 fand die Uraufführung einer Missa solemnis in Magdeburg statt, die Colin Mawby der Biederitzer Kantorei und ihrem Leiter Michael Scholl gewidmet hat.

#### Weitere Komponisten
Seit dem Jahre 2002 besteht zu dem italienischen Komponisten und Chorleiter Maurizio Sebastianelli aus Palestrina eine freundschaftliche Beziehung. Zur deutschen Erstaufführung seiner Werke im Jahre 2008 gastierte er in Biederitz und Magdeburg. Zum 20-jährigen Jubiläum der Biederitzer Kantorei im Jahre 2009 komponierte der Berliner Musiker Benedict Goebel ein Stück, welches die Kantorei 2010 uraufführte.

### Werkauswahl
| Komponist                   | Werk                                                                 | Jahr                               | Bemerkungen                                                                          |
| --------------------------- | -------------------------------------------------------------------- | ---------------------------------- | ------------------------------------------------------------------------------------ |
| Benjamin Britten            | The Company of Heaven                                                | 1999, 1996                         | deutsche Erstaufführung                                                              |
| Camille Saint-Saëns         | Oratorio de Noël op. 12                                              | 1998                               |                                                                                      |
| César Franck                | Die Sieben Worte Jesu am Kreuz                                       | 2000, 2001                         | 2001: mit dem Sancti Petri Collegium Musicum Málaga (Kathedralchor Málaga)           |
| Colin Mawby                 | A Fun Gloria                                                         | 2007                               | deutsche Erstaufführung                                                              |
| Colin Mawby                 | A Song of Hope                                                       | 2011, 2009                         | deutsche Erstaufführung                                                              |
| Colin Mawby                 | Christus vincit                                                      | 2007                               | deutsche Erstaufführung                                                              |
| Colin Mawby                 | Te Deum                                                              | 2009                               | deutsche Erstaufführung                                                              |
| Colin Mawby                 | Missa solemnis                                                       | 2010                               | Welturaufführung                                                                     |
| Colin Mawby                 | Et Verbum Caro Factum Est                                            | 2012, 2011*                        | *Welturaufführung, mit Mitgliedern der Jungen Vokalisten Wernigerode                 |
| Colin Mawby                 | Quoniam Angelis Suis                                                 | 2012, 2011*                        | *mit Mitgliedern der Jungen Vokalisten Wernigerode                                   |
| Felix Mendelssohn Bartholdy | Elias                                                                | 1995, 1994                         |                                                                                      |
| Felix Mendelssohn Bartholdy | Lauda Sion op. 73                                                    | 2003                               |                                                                                      |
| Felix Mendelssohn Bartholdy | Der 2. Psalm: „Warum toben die Heiden“, op. 78 Nr. 1                 | 1993                               |                                                                                      |
| Felix Mendelssohn Bartholdy | Der 42. Psalm: „Wie der Hirsch schreit nach frischem Wasser“, op. 42 | 1993                               |                                                                                      |
| Felix Mendelssohn Bartholdy | Verleih uns Frieden (für Chor u. Orchester)                          | 1993                               |                                                                                      |
| Franz Schubert              | Messe in G-Dur                                                       | 1990                               |                                                                                      |
| Franz Schubert              | Stabat Mater, f-Moll, D 383                                          | 1994, 1993                         |                                                                                      |
| Georg Friedrich Händel      | Coronation Anthems: The King Shall Rejoice                           | 2003                               |                                                                                      |
| Georg Friedrich Händel      | Coronation Anthems: Zadok the Priest                                 | 2003                               |                                                                                      |
| Georg Friedrich Händel      | Josua                                                                | 2002                               |                                                                                      |
| Georg Friedrich Händel      | Der Messias (Teil 3)                                                 | 2000, 1999                         | in Biederitz zur Jahrtausendwende, am 1. Januar 2000, in deutscher Sprache           |
| Georg Friedrich Händel      | The Messiah (Teil 1 bis 3)                                           | 2009                               | in englischer Sprache                                                                |
| Georg Friedrich Händel      | Athalia                                                              | 2012                               |                                                                                      |
| Georg Philipp Telemann      | Also hat Gott die Welt geliebt (TWV 1:77)                            | 2010                               | Erstaufführung in unserer Zeit                                                       |
| Georg Philipp Telemann      | Jauchzet dem Herrn alle Welt (TWV 1:917)                             | 2010, 2008                         | Erstaufführung in unserer Zeit                                                       |
| Georg Philipp Telemann      | Johannes-Passion 1733 (TWV 5:18)                                     | 2010, 2007                         | Erstaufführung in unserer Zeit                                                       |
| Georg Philipp Telemann      | Johannes-Passion 1749 (TWV 5:34)                                     | 2008, 2005                         | Erstaufführung in unserer Zeit                                                       |
| Georg Philipp Telemann      | Matthäus-Passion 1730 (TWV 5:15)                                     | 2011, 2006                         |                                                                                      |
| Georg Philipp Telemann      | Matthäus-Passion 1758 (TWV 5:43)                                     | 2009                               |                                                                                      |
| Georg Philipp Telemann      | Tag des Gerichts                                                     | 1999                               |                                                                                      |
| Georg Philipp Telemann      | Die gekreuzigte Liebe                                                | 2003                               | CD-Ersteinspielung                                                                   |
| Henry Purcell               | Come Ye Sons of Art (Geburtstagsode für Queen Mary)                  | 1996                               |                                                                                      |
| Johann Friedrich Fasch      | Der Gottlose ist wie ein Wetter (FWV D:D2)                           | 2010, 2008                         |                                                                                      |
| Johann Heinrich Rolle       | Oratorium auf Weihnachten                                            | 2011                               |                                                                                      |
| Johann Sebastian Bach       | Weihnachtsoratorium                                                  | 2007, 2006, 2005, 2004, 1994, 1992 | 2007, 1994, 1992: Kantaten 1 bis 3 2004, 2005, 2006: Aufführung je einer Kantate     |
| Leonard Bernstein           | Chichester Psalms                                                    | 2011, 2001                         | 2011: mit Mitgliedern der Jungen Vokalisten Wernigerode                              |
| Louis Vierne                | Messe solennelle cis-Moll                                            | 2010                               | mit der Singakademie Magdeburg                                                       |
| Ludwig van Beethoven        | Messe in C-Dur                                                       | 1996, 1995                         |                                                                                      |
| Maurizio Sebastianelli      | Miserere su B A C H                                                  | 2008                               | deutsche Erstaufführung                                                              |
| Niccolò Jommelli            | Requiem                                                              | 2008                               |                                                                                      |
| Joseph Haydn                | Die Schöpfung                                                        | 2004                               |                                                                                      |
| Joseph Haydn                | Große Orgelsolomesse in Es-Dur                                       | 2002                               |                                                                                      |
| Joseph Haydn                | Nelson-Messe                                                         | 2009                               |                                                                                      |
| Wolfgang Amadeus Mozart     | Davide penitente (KV 469)                                            | 2006                               |                                                                                      |
| Wolfgang Amadeus Mozart     | Dixit et Magnificat (KV 193)                                         | 2006                               |                                                                                      |
| Wolfgang Amadeus Mozart     | Missa brevis in G (Pastoralmesse) (KV 140)                           | 2006                               |                                                                                      |
| Wolfgang Amadeus Mozart     | Missa solemnis in C (KV 337)                                         | 2007, 2006                         | 2007: mit dem Sancti Petri Collegium Musicum Málaga (Kathedralchor Málaga) in Málaga |
| Wolfgang Amadeus Mozart     | Vesperae Solennes de Confessore (KV 339)                             | 2012, 2011*                        | *mit Mitgliedern der Jungen Vokalisten Wernigerode                                   |
| Wolfgang Amadeus Mozart     | Requiem (KV 626)                                                     | 1992, 1991                         |                                                                                      |

## Musikalische Kooperation

### Chorpartnerschaften
Die Biederitzer Kantorei pflegt mehrere Chorpartnerschaften. Seit 1994 besteht die Freundschaft zum Kirchenchor Steffisburg in der Schweiz. Sie geht bereits auf das Jahr 1986 zurück.
Weitere Partnerschaften der Biederitzer Kantorei existieren zum spanischen Chor Sancti Petri Collegium Musicum Málaga (Kathedralchor Málaga, seit 2001), zum italienischen Coro polifonico de Palestrina (seit 2002), zur Jacobi-Kantorei aus Göttingen (seit 2007). Im Jahre 2008 kamen die polnischen Sancti Casimiri Cantores Radomienses aus Radom (Partnerstadt Magdeburgs) hinzu. Diese Partnerchöre gastierten auch in der Europäischen Chornacht in Magdeburg.
Diese freundschaftlichen Beziehungen führte die Biederitzer Kantorei unter anderem zu Konzerten nach Rom, Palestrina (Latium), Málaga, Steffisburg und Göttingen. Ein weiteres Konzert gab sie 2010 in Radom.
Darüber hinaus gab es auch gemeinsame Projekte mit dem Chor der St.-Andreas-Gemeinde Magdeburg-Cracau und der Singakademie Magdeburg.

### Orchester

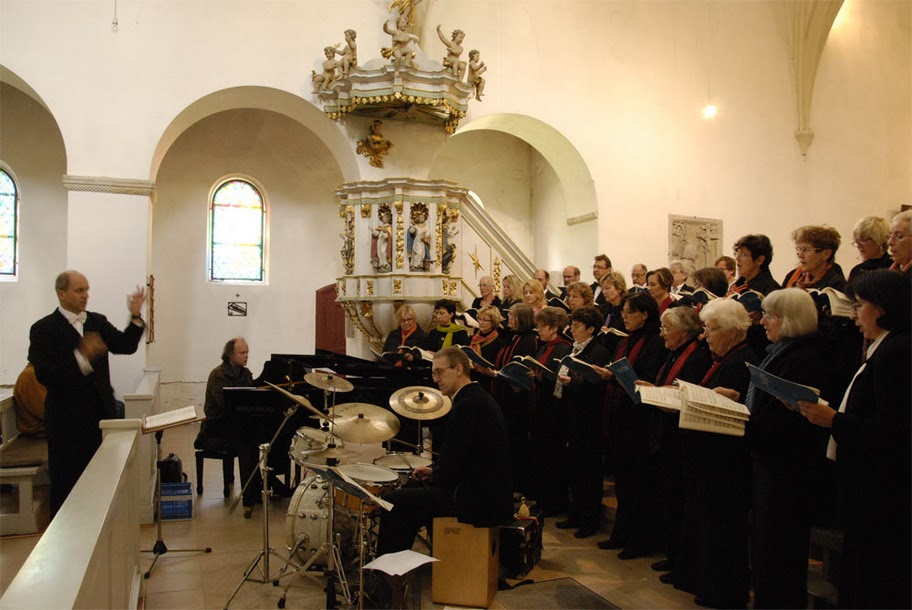
Die Biederitzer Kantorei, Volker Jaekel (Klavier) und Uli Moritz (Perkussion) in Groß Ammensleben (2009)

Die Biederitzer Kantorei pflegt die Zusammenarbeit mit Orchestern, die sich auf historische Aufführungspraxis spezialisiert haben, wie dem telemann-consort-magdeburg, der Cammermusik Potsdam und dem Weimarer Barockensemble.
Auch mit den Berliner Jazzmusikern Volker Jaekel (Klavier) und Uli Moritz (Perkussion) wurden seit 2005 mehrere Projekte realisiert, die Jazz mit barocker und klassischer Chormusik zusammenbrachten.

### Gesangssolisten

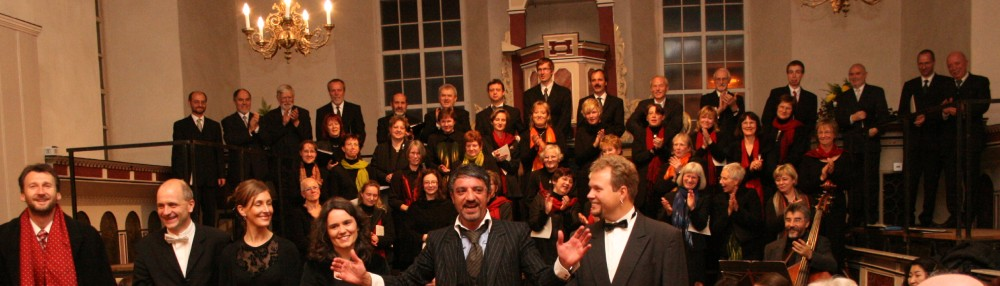
Biederitz: Aufführung des Jommelli-Requiems und deutsche Erstaufführung von Werken M. Sebastianellis:
M. Vieweg, M. Scholl, B. Reim, C. Lichtenberg, M. Sebastianelli, M. Zabanoff (v. l. n. r.), das telemann-consort-magdeburg und die Biederitzer Kantorei (2008)

Die Biederitzer Kantorei engagiert regelmäßig Solisten wie:
- Sopran: Bianca Reim, Cornelia Diebschlag, Friederike Holzhausen, Grit Wagner, Heidi Maria Taubert, Natali Buck, Susanne Gorzny
- Alt/Altus: Britta Schwarz, Christine Lichtenberg, David Erler, Manja Raschka, Steve Wächter, Ulrike Mayer, Ulrike Zech
- Tenor: Albrecht Sack, Michael Zabanoff, Ralph Eschrig, Thomas Fröb, Tobias Wollner, Volker Arndt
- Bass: Dirk Schmidt, Florian Götz, Jörg Schneider, Matthias Vieweg, Sören von Billerbeck

## Chorleiter

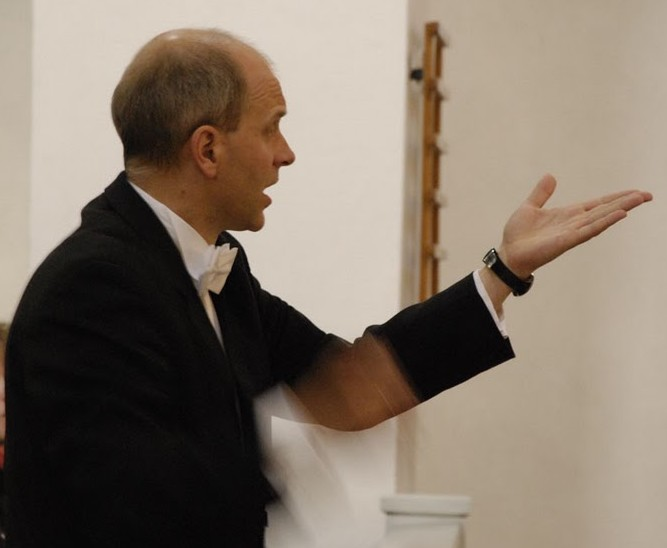
Kantor Michael Scholl (2009)

Die Biederitzer Kantorei wird seit 1989 von Kantor Michael Scholl geleitet.

## Biederitzer Musiksommer

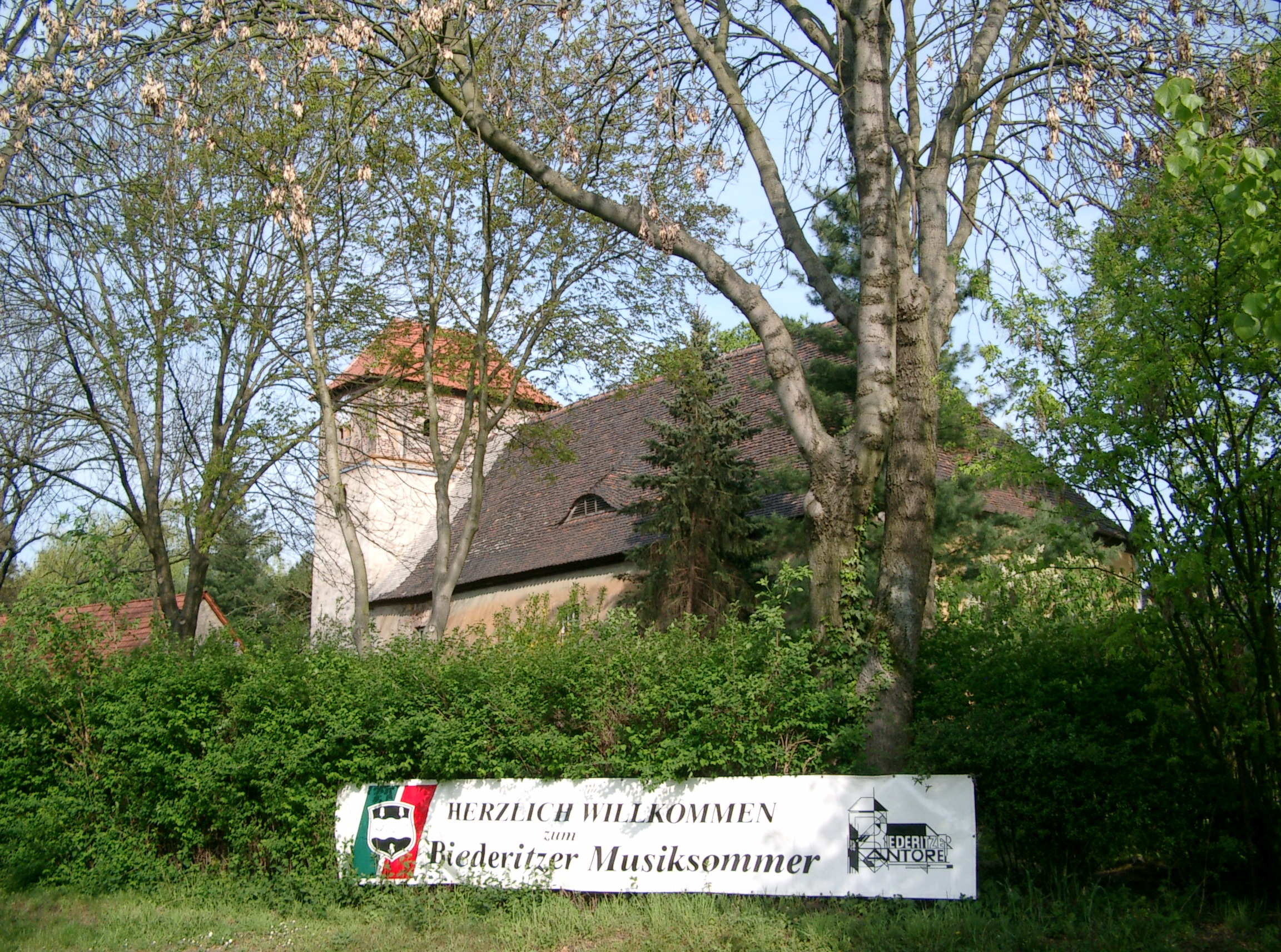
Der Biederitzer Musiksommer lädt seit 1990 zu Konzerten auch in die Evangelische Kirche Biederitz ein.

Der Biederitzer Musiksommer wurde 1990 von Michael Scholl ins Leben gerufen. Er entwickelte sich zu einer Konzertreihe, die inzwischen mit etwa 30 Konzerten von Barock, Klassik, Jazz bis Folk und Rock auch überregionale Bedeutung gewonnen hat. Er steht unter der Schirmherrschaft des Kultusministers des Landes Sachsen-Anhalt steht. Bis 2010 war Jan Hendrick Olbertz der Schirmherr. Im Jahr 2011 war Birgitta Wolff eine Schirmherrin. 2012 übernahm Stephan Dorgerloh die Schirmherrschaft. Hauptakteur im Musiksommer ist die Biederitzer Kantorei mit kleineren und größeren Chorkonzerten. Daneben gastieren jährlich andere renommierte Künstler in Biederitz. Der Biederitzer Musiksommer kooperierte bis 2011 mit der Bunker Musikkneipe, die im Heyrothsberger Park Konzerte mit Rock, Blues und Irish Folk und bis 2010 das Biederitzer Ehlefest veranstaltete.

### Musiksommerthemen
Seit dem Jahr 2001 steht jeder Biederitzer Musiksommer unter einem speziellen Motto:
| 2001 | „Das tönende Land: Euro-Visionen“                                    |
| 2002 | „Mit Pauken und Trompeten“                                           |
| 2003 | „Unter großen Bögen: BarockRomantik“                                 |
| 2004 | „NATURTAKTE: Zwischen Barock und Klassik“                            |
| 2005 | „Melodie-Fluss: Böhmische und Magdeburgische Musik entlang der Elbe“ |
| 2006 | „Telemann, Mozart … Tore zum Himmel“                                 |
| 2007 | „kontrastREICH“                                                      |
| 2008 | „Con anima: italienische und deutsche Musik“                         |
| 2009 | „KLANGKRONEN: Musik in englischem Glanz“                             |
| 2010 | „ZeitGenuss: französische und zeitgenössische Musik“                 |
| 2011 | „liedArt: Psalmen und Choräle“                                       |
| 2012 | „Musik hoch VIER: reformatorisch – barock – europäisch – modern“     |
| 2013 | „rubato: musikalische Freiheiten“                                    |
| 2014 | „Maestoso: Königliche Teiltöne“                                      |
| 2015 | „Abendleuchten: Das späte Werk“                                      |
| 2017 | „Auftakte“                                                           |

### Musiksommerprogramm
Der Biederitzer Musiksommer hat einige feste Bestandteile im Programm.

#### Telemann-Passion
Die Aufführung einer Telemann-Passion findet jährlich im Kloster Unser Lieben Frauen in Magdeburg statt.

#### Europäische Chornacht

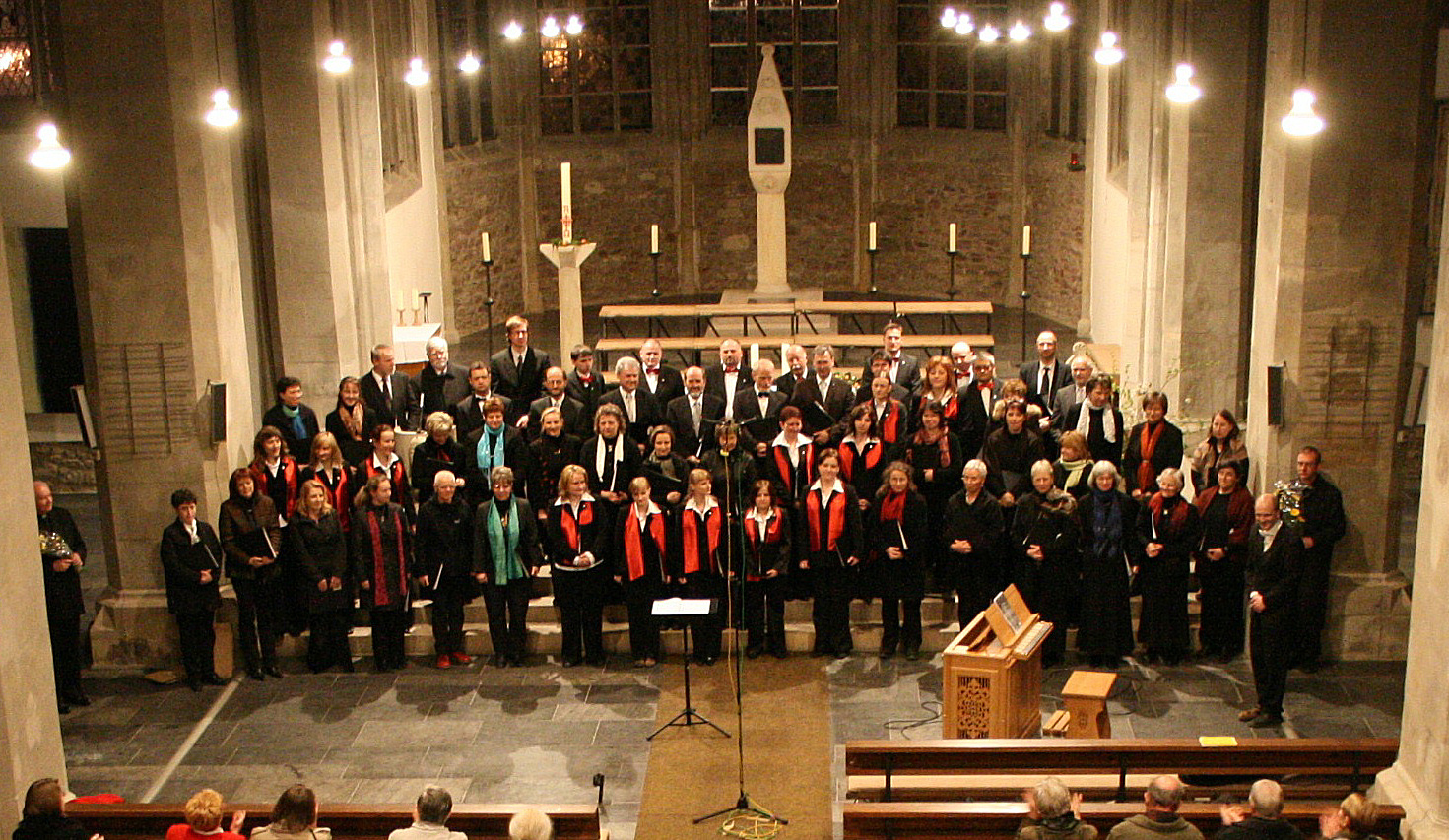
Europäische Chornacht mit dem Sancti Casimiri Cantores Radomienses und der Biederitzer Kantorei (Magdeburg, 2008)

Seit dem Jahr 2001 lädt die Biederitzer Kantorei regelmäßig zur Europäischen Chornacht nach Magdeburg in die Universitätskirche St. Petri ein. Die Chornacht bietet eine Plattform für gemeinsame Konzerte der Biederitzer Kantorei mit Chören aus europäischen Regionen. Mit den meisten dieser Chöre besteht eine Chorpartnerschaft.
Die Europäische Chornacht findet zumeist in der Zeit um den Europatag statt. Die Schirmherrschaft übernahm im Jahr 2006 der Europaabgeordnete Horst Schnellhardt.
| Europäische Chornacht | Chöre                                                                                            | Bemerkung                                                                    |
| --------------------- | ------------------------------------------------------------------------------------------------ | ---------------------------------------------------------------------------- |
| 2001                  | Sancti Petri Collegium Musicum Málaga (Málaga, Spanien) Singkreis Magdeburg Biederitzer Kantorei | gemeinsame Aufführung: César Franck: Die Sieben Worte Jesu am Kreuz          |
| 2002                  | Coro polifonico de Palestrina (Palestrina (Latium), Italien) Biederitzer Kantorei                |                                                                              |
| 2004                  | Coro polifonico de Palestrina (Palestrina (Latium), Italien) Biederitzer Kantorei                |                                                                              |
| 2005                  | Biederitzer Kantorei                                                                             | Konzert anlässlich 1200 Jahre Magdeburg zum Sachsen-Anhalt-Tag               |
| 2006                  | Sancti Petri Collegium Musicum Málaga (Málaga, Spanien) Biederitzer Kantorei                     | gemeinsame Aufführung: Wolfgang Amadeus Mozart: Missa solemnis in C (KV 337) |
| 2007                  | Jacobi-Kantorei (Göttingen) Biederitzer Kantorei                                                 | gemeinsame Aufführung: Dietrich Buxtehude: Heut triumphieret Gottes Sohn     |
| 2008                  | Sancti Casimiri Cantores Radomienses (Radom, Polen) Biederitzer Kantorei                         |                                                                              |
| 2009                  | Speghani-Chor aus Jerewan (Armenien) Biederitzer Kantorei                                        |                                                                              |
| 2010                  | Junge Vokalisten Wernigerode (Deutschland) Biederitzer Kantorei                                  |                                                                              |
| 2011                  | Cassiopée (Tours, Frankreich) Biederitzer Kantorei                                               |                                                                              |
| 2012                  | Sancti Casimiri Cantores Radomienses (Radom, Polen) Biederitzer Kantorei                         |                                                                              |

#### Barockkantaten
Barockkantaten erklingen einmal jährlich in der St.-Petri-Kirche zu Stegelitz zur Eröffnung des Stegelitzer Orgelsommers.
Jedes Jahr werden Barockkantaten durch die Biederitzer Kantorei, Solisten und ein Orchester in der Klosterkirche Groß Ammensleben aufgeführt.

#### Blech am Fluss
Blech am Fluss heißen die Freiluftkonzerte, die auf der Naturbühne an der Ehle stattfinden. Diese Konzerte werden in der Regel durch Blechbläser gestaltet.

#### Biederitzer Tastennacht
Die Biederitzer Tastennacht stellt die Ladegast-Orgel in der Evangelischen Kirche zu Biederitz in den Mittelpunkt des Konzertes. Das Konzert wird zumeist durch zwei Künstler gestaltet. Häufig erklingen in Tastennacht auch andere Tasteninstrumente, wie zum Beispiel Cembalo und Hammerklavier. Auch die Truhenorgel und der Blüthner-Flügel, beide in der Evangelischen Kirche Biederitz verfügbar, sind regelmäßig in der Tastennacht zu erleben.

#### 30 Minuten Orgelmusik
30 Minuten Orgelmusik heißt die Konzertreihe, die in den Sommermonaten mittwochs zu Konzerten mit der Ladegast-Orgel einlädt.

#### Weitere Konzerte
- Benefizkonzert für ein ausländerfreundliches Magdeburg in der Hoffnungskirche
- Chorkonzert zum Mitsingen zum Biederitzer Ehlefest
- Waldkonzert im Biederitzer Busch
- Großes chorsinfonische Herbstkonzert
- Adventskonzerte in der Evangelischen Kirche zu Biederitz, in der St.-Pankratius-Kirche zu Hohenwarthe und der St.-Elisabeth-Kirche zu Zeddenick.

### Künstler (Auswahl)
| Künstler/Ensemble                                       | Instrument(e)                    | Bemerkung |
| ------------------------------------------------------- | -------------------------------- | --------- |
| Barry Jordan                                            | Ladegast-Orgel                   |           |
| Christoph Mehner                                        | Ladegast-Orgel                   |           |
| Christopher Lichtenstein                                | Ladegast-Orgel                   |           |
| Daniel Beilschmidt                                      | Ladegast-Orgel                   |           |
| Frank Zimpel                                            | Ladegast-Orgel                   |           |
| Gustav Leonhardt                                        | Cembalo                          |           |
| Gottfried Sembdner                                      | Ladegast-Orgel                   |           |
| Gregor Meyer                                            | Ladegast-Orgel                   |           |
| Hille Perl und Lee Santana                              | Viola da gamba und Theorbe       |           |
| Johannes Unger                                          | Ladegast-Orgel                   |           |
| Ludger Rémy                                             | Ladegast-Orgel, Hammerklavier    |           |
| Matthias Eisenberg                                      | Ladegast-Orgel                   |           |
| Matthias Mück                                           | Ladegast-Orgel                   |           |
| Michael Schönheit                                       | Ladegast-Orgel                   |           |
| Pavel Cerný                                             | Ladegast-Orgel                   |           |
| Peter Berendt                                           | Ladegast-Orgel                   |           |
| Pier Damiano Peretti                                    | Ladegast-Orgel                   |           |
| Stefan Nusser                                           | Ladegast-Orgel, Truhenorgel      |           |
| Wolfgang Seifen                                         | Ladegast-Orgel, Klavier          |           |
| Bach & Blues Dresden                                    | Band                             |           |
| Cammermusik Potsdam                                     | auf historischen Instrumenten    |           |
| die kleine Cammer-Music                                 | Cembalo und Geige                |           |
| Hamburger Ratsmusik                                     |                                  |           |
| Jugendjazzorchester Sachsen-Anhalt                      | Big Band                         |           |
| Percussion Posaune Leipzig                              |                                  |           |
| Posaunenquartett OPUS 4                                 |                                  |           |
| Saxofonquadrat                                          |                                  |           |
| teleman-consort-magdeburg                               | auf historischen Instrumenten    |           |
| Florian Poser und Klaus Ignatzek                        | Vibraphon und Klavier            |           |
| Gotthold Schwarz und Michael Schönheit                  | Gesang (Bass) und Ladegast-Orgel |           |
| Götz Baerthold                                          | Saxophon                         |           |
| Jan Michael Horstmann                                   | Klavier                          |           |
| Ralf Benschu und Jens Goldhardt                         | Saxophon und Ladegast-Orgel      |           |
| Volker Jaekel und Uli Moritz                            | Klavier und Perkussion           |           |
| Warnfried Altmann, Hermann Naehring und Ludwig Schumann | Saxophon, Klavier und Stimme     |           |
| Wolfram Huschke                                         | Violoncello und E-Cello          |           |

## Förderkreis

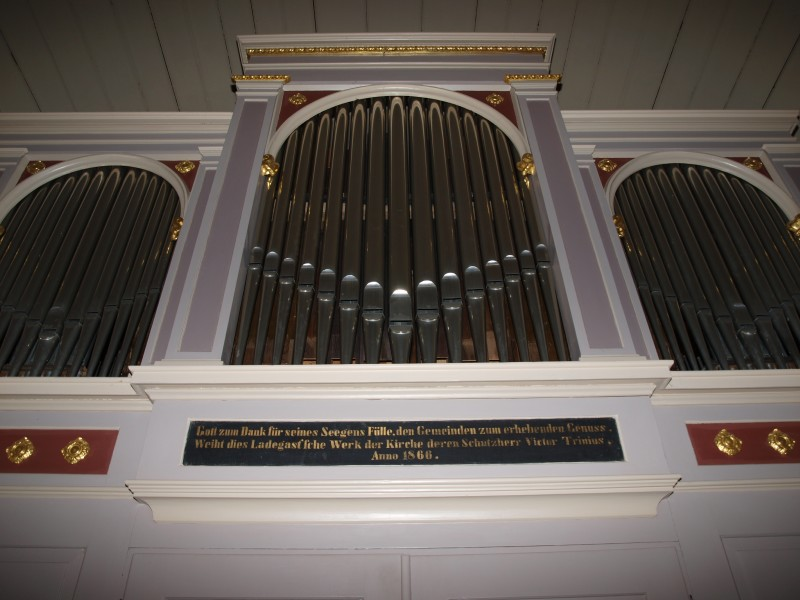
Die Ladegast-Orgel in der Evangelischen Kirche Biederitz

Der Förderkreis Biederitzer Kantorei e. V. unterstützt seit 1995 die Aktivitäten der Biederitzer Kantorei. Gegründet wurde er zur Beschaffung einer Orgel für die Evangelische Kirche Biederitz. Die Ladegast-Orgel wurde 1997 eingeweiht.
Der Förderkreis besitzt außerdem eine Truhenorgel der Firma Henk Klop, die vor allem in den Barockkonzerten zusammen mit historischen Instrumenten zum Einsatz kommt, aber auch Konzerte in kleiner Besetzung ermöglicht.
Der Verein hat über einhundert Mitglieder und einen achtköpfigen Vorstand. Seit 1995 ist Reinhard Szibor Vereinsvorsitzender. Der Förderkreis organisiert und führt den Biederitzer Musiksommer durch. Das Förderkreisbüro befindet sich im Rathaus der Gemeinde Biederitz.

## Soziales Engagement

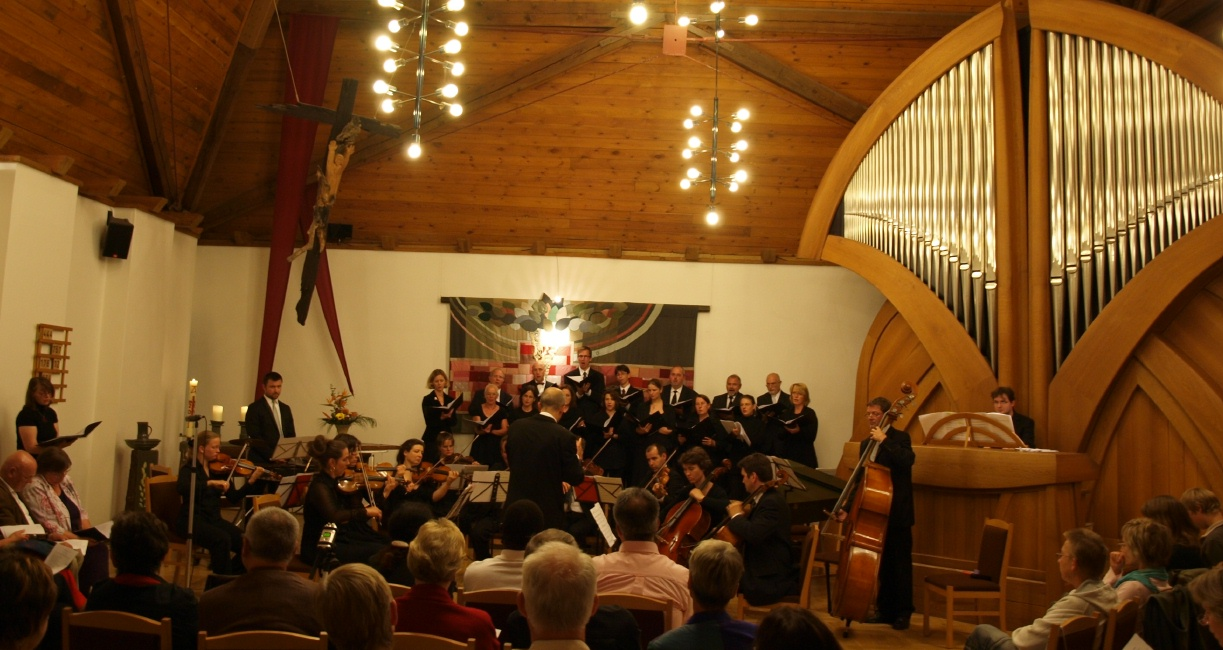
Benefizkonzert für ein ausländerfreundliches Magdeburg in der Hoffnungskirche (2009)

### Benefizkonzert für die Stiftung Netzwerk Leben
Dieses Konzert wird von der Kantorei traditionell im Januar in der Kirche St. Norbert in Magdeburg-Buckau gegeben. Die Stiftung Netzwerk Leben des Bistums Magdeburg leistet auf verschiedenen Wegen direkte Hilfe für in Not und Bedrängnis geratene Schwangere, Kinder, Männer und Frauen, Ehen und Familien.

### Benefizkonzert für ein ausländerfreundliches Magdeburg
Dieses Konzert findet jährlich im Spätsommer oder Frühherbst in der Hoffnungskirche statt. Traditionell wird es durch die Biederitzer Kantorei gestaltet. Damit unterstützt die Kantorei die Arbeit der Hoffnungsgemeinde bei der Integration ausländischer Mitbürger. Dafür wurde Kantor Michael Scholl mit der Verleihung des Titels Ausländerfreundlichster Kantor Deutschlands von der Hoffnungsgemeinde im Jahre 2009 geehrt.

### Benefizkonzert für Erdbebenopfer in Chile
Im August 2010 wurde in der Magdeburger Sebastianskirche ein Benefizkonzert für die Opfer des Erdbebens in Chile zusammen mit dem Magdeburger Saxophonquartett und dem Kathedralorganisten Matthias Mück veranstaltet. Das Konzert fand auf Initiative der in Magdeburg lebenden Chilenin Mariana Kern-Vidal und Pfarrerin Cordula Haase der Magdeburger Hoffnungsgemeinde statt. Beide haben enge persönliche Kontakte zu Opfern der Naturkatastrophe. Schirmherren des ökumenischen Konzertes waren Bischof Gerhard Feige und Regionalbischof Christoph Hackbeil. Die Spenden in Höhe von 2000 Euro sind zur Hälfte für das Seniorenheim in Constitución vorgesehen. Diese Stadt wurde besonders stark vom Erdbeben und den dadurch ausgelösten Tsunami zerstört. Die andere Hälfte ist für eine Initiative von Frauen aus der evangelisch-lutherischen Gemeinde in Hualpén bestimmt.

### Benefizkonzert für die Kultur
Zum Tag des offenen Denkmals fand 2010 erstmals ein Benefizkonzert für die Kultur des Ortes Biederitz statt. Darin wurde unter Mitwirkung von Götz Baerthold (Saxophon), Petra Barthel (Klavier), Ellen Musil (Flöte) und der Kinderchöre der Biederitzer Kantorei und der Sankt-Mechthild-Schule Magdeburg ein Kindermusical gespielt. Der Kammerchor der Biederitzer Kantorei führte Lux Aeterna des amerikanischen Komponisten Morten Lauridsen auf. Mit dem Erlös des Konzertes werden wichtige kulturelle Projekte wie Uraufführungen zeitgenössischer Komponisten im Rahmen des Biederitzer Musiksommers unterstützt.

### Adventskonzerte
Die Biederitzer Kantorei singt regelmäßig zum Advent im Magdeburger Bischof-Weskamm-Haus (Altenpflegeheim) und im Universitätsklinikum Magdeburg.

## Diskografie
| Titel                                   | Verzeichnis | Komponist                                                        | Ersteinspielung | Jahr | Sonstiges                  |
| --------------------------------------- | ----------- | ---------------------------------------------------------------- | --------------- | ---- | -------------------------- |
| Matthäus-Passion 1758                   | TWV 5:43    | Georg Philipp Telemann                                           | ja              | 1999 | Bayer Records Amati, 2 CDs |
| Kantaten                                |             | Georg Philipp Telemann                                           | ja              | 2001 | Bayer Records Amati, 1 CD  |
| Passionsoratorium Die gekreuzigte Liebe | TWV 5:4     | Georg Philipp Telemann                                           | ja              | 2003 | Bayer Records Amati, 2 CDs |
| Markus-Passion 1755                     | TWV 5:40    | Georg Philipp Telemann                                           | ja              | 2005 | Bayer Records Amati, 2 CDs |
| Mitteldeutsche Barockkantaten           |             | Georg Philipp Telemann Johann Friedrich Fasch Johann Ludwig Bach | zum Teil        | 2008 | Bayer Records Amati, 1 CD  |
| Johannes-Passion 1749                   | TWV 5:34    | Georg Philipp Telemann                                           | ja              | 2011 | Bayer Records Amati, 2 CDs |
| Johannespassion 1733                    | TWV 5:18    | Georg Philipp Telemann                                           | ja              | 2012 | Bayer Records Amati, 2 CDs |
| Mitteldeutsche Barockkantaten II        |             | Georg Philipp Telemann Johann Friedrich Fasch                    | ja              | 2015 | Bayer Records Amati, 1 CD  |
| Reformationskantaten                    |             | Colin Mawby                                                      | ja              | 2017 | Querstand, 1 CD            |